# スーパースランプ (インディーズバンド)
スーパースランプ（SUPER SLUMP）は、1979年に結成されたインディーズバンドである。
メンバーは主に千葉県立東葛飾高等学校の出身者・早稲田大学在籍者で構成され、独特の風貌と楽曲で人気を得た。
初代ボーカル・サンプラザ中野とギタリストパッパラー河合も在籍したことがあり、そのためバンド名は爆風スランプの語源ともなっている。
リーダーは豊岡正志（とよおかまさし）。

## メンバー
日本のロックミュージシャンにおいては有名な、サンプラザ中野とデーモン小暮の両者が関係したバンドとして、後世に名を残すバンドである。メンバーチェンジは数回行われており、履歴についても不明な部分が多いが、在籍したことが明らかなメンバーは、以下の通りである。
- ボーカル
  - 東畑耕作
  - デーモン閣下（2代目、聖飢魔IIプロデビューに伴い脱退）
  - 中野裕貴（初代、爆風スランプへの参加に伴い脱退）
- ギター
  - 金子周平（ガンダーラ・サンゲリア・チグリス・ユーフラテス金子）
  - 河合靖夫（爆風スランプへの参加に伴い脱退）
  - 大島和彦（山田脱退後、河合参加の頃まで）
  - 山田勲（創設メンバー、兼ボーカル）
  - 皆川晋一郎（創設メンバー）
  - 白田敬（創設メンバー）
- ベース
  - 豊岡正志
  - 堀切和雅（創設メンバー、兼ボーカル）
  - 西本充（創設メンバー）
  - 川越俊行
- キーボード
  - 田中詞崇
  - 丸山涼子（魔女RYO子）
  - 白井淳子
  - 栗原千絵子
  - 長野圭子（創設メンバー）
- ドラムス
  - 小泉美雄
  - 吉崎健也
  - 岡部太郎
  - 丸山雄一
  - 豊岡正志（創設メンバー、兼ボーカル、途中からベースに転向）
- ダンサーP1号～P4号（順番は不明）
  - 北野恒安（大川興業の元メンバーでもある）
  - 須藤章
  - 高原正晴
  - 内藤総一
  - 長尾人樹
- パート不明
  - 大川豊

## 楽曲
スーパースランプが演奏した音源は見つけるのが極めて困難だが、スーパースランプ在籍者によってカバーされている楽曲もある。

特に、ボーカルを担当していたデーモン閣下のソロアルバム『好色萬声男』では歴代のスーパースランプ在籍者が演奏・コーラスに参加している。
- 穴があったら出たい（作詞・作曲：豊岡正志）
  - 爆風スランプ『HIGH LANDER』
  - 小暮伝衛門『好色萬声男』収録（曲名は「穴があったら出たひ」）
- 尻の穴から出たい（作詞：中野裕貴 作曲：豊岡正志）
  - 爆風スランプ『45歳の地図（辛口生ヴァージョン）』収録
- さわりたい（作詞・作曲：豊岡正志）
  - 小暮伝衛門『好色萬声男』収録（曲名は「さわりたひ」）
- はじける若さ
- ミミズのラブ・ソング

また、1986年にCaptainレーベルより、スーパースランプとしてのアルバム『穴があったら出たい』が下記曲目で発売されている。
- インドで生まれてインド人
- はぢける若さ
- さわりたい
- 健康になりたい
- あっふ（AU-FU）
- 尻の穴から出たい

## 受賞歴
- EastWest(1980年)シニア部門・茨城県代表
- EastWest(1981年)シニア部門・優秀グループ賞
- Light Music Contest(1981年)シニア部門・関東甲信越地区代表

## バンド名称の保有権に関わる問題

### 爆風スランプ・結成時
コンテスト EAST WEST (1981年)でスーパースランプが準グランプリとなり、同じくグランプリであった「爆風銃(BOP GUN)」とサンプラザ中野、パッパラー河合の二人のみがレコード会社からスカウトされたとき、二人と残されたメンバーとのあいだで「スーパースランプ」の名称の保有権を巡り亀裂が生じかけた。
そこでサンプラザ中野に相談を受け、両者をなだめたのが聖飢魔IIのデーモン閣下である。結果、新バンドがバンド名を合わせて「爆風スランプ」を名乗ることで丸くおさめた。
さらにデーモン閣下は責任感から、残されたスーパースランプでボーカルを務めた（フジテレビの番組「ごきげんよう」にてサンプラザ中野自身が公表した）。

### 爆風スランプ・活動休止時
爆風スランプ活動休止時にサンプラザ中野・パッパラー河合が「スーパースランプ」というユニットを組むことになったが、そのときもデーモン閣下の仲介によりリーダーから名称の使用許可を得た。